# 連合赤軍
連合赤軍（れんごうせきぐん、英: United Red Army）は、1971年から1972年にかけて活動した日本の極左テロ組織、新左翼組織の1つ。共産主義者同盟赤軍派と京浜安保共闘革命左派が合流し結成された。山岳ベース事件、あさま山荘事件など数々の殺人事件、リンチ殺人を起こした。

## 発足
日本共産党で当時実権を握っていた所感派が戦後から再開した「武装闘争」路線を信奉する急進的な学生党員は、1955年の日本共産党第6回全国協議会では武装闘争路線を変えた指導部への不信・不満を募らせ、日本社会党に続いて日本共産党という既成左翼政党が武装闘争路線を事実上放棄したとして反発した者達を中心に、当初の日本共産党の武装路線を継続する新左翼と呼ばれる過激派が誕生した。
しかし、日本の学生運動が下火になっていた1971年当時も残存する新左翼組織であった赤軍派と革命左派は大菩薩峠事件やよど号ハイジャック事件などで最高幹部クラスが逮捕、国外逃亡、死亡するなどして弱体化していた。赤軍派はM作戦（金融機関強盗）により資金力はあったが、武器がないのが弱点であった。一方の革命左派は真岡銃砲店襲撃事件などで猟銃を手に入れていたため武器はあったが、資金力がなかった。
互いの活動を評価していた両組織は以前から接近していたが、それぞれの利害が一致したことから、赤軍派の軍事組織である中央軍と革命左派の軍事組織である人民革命軍が統合し、統一された「赤軍」（統一赤軍）として7月15日付で生まれた。
赤軍派幹部の一人である森恒夫は当初から党の統一を志向していたが、獄中の革命左派議長である川島豪らの強い反対で連合赤軍に改称された。
1971年12月上旬、両派は南アルプスで初の合同軍事訓練を行う。しかしその場で両派の間に対立が生じる。背後には両派の間での主導権争いがあったとされる。結局両派はお互いの批判を受け入れ、この合同軍事訓練は表面上は友好的に終わった。
その後、両派の非合法部は1971年12月20日ごろに榛名山の革命左派山岳ベースで指導部会議を開催するが、それとほぼ同じ頃に非合法部と合法部の対立が発生した。山岳ベースの非合法部指導部は赤軍派・革命左派両派による「新党」の結成を確認するとともに、合法部を分派と決め付け、「銃を向ける」ことも含めた暴力的党派闘争が検討された。更に合法部寄りと判断したメンバーに対し、初めて暴力による「総括」（後述）が行われた。
「新党」では1972年1月3日、独自の中央委員会（CCと略される）が結成される。中央委員会は委員長が森恒夫、副委員長が永田洋子、書記長が坂口弘、その他中央委員は序列順に寺岡恒一、坂東國男、山田孝、吉野雅邦の4人であり、中央委員会のメンバーは計7人であった。しかし組織の実態は森が独裁的な権限を持ち、永田と坂東がそれを強く支える体制であった。

## 思想
連合赤軍は思想的には毛沢東主義（人民戦争理論）を掲げており、その影響を示す例として、「自力更生」という毛沢東主義の言葉が使われていた。
なお、連合赤軍の母体となった党派のうち毛沢東主義派は革命左派であり、赤軍派はトロツキストと認識されていたが、革命左派が理論面で貧弱だったこともあり、赤軍派が革命左派に毛沢東思想を薦める場面もあった。
連合赤軍における毛沢東思想はかなり原理主義的なもので、その批判は時として当の毛沢東体制下の中華人民共和国にすら及んでいた。森恒夫は中国人民解放軍の設立日についても独自の毛沢東思想理解に基き異議を唱えたが、当時は根っからの親中派であった坂口弘はこのような森の主張を内心不快に思っていたという。
一方、連合赤軍の行動原理には毛沢東思想と相容れないものもあった。毛沢東思想は基本的にスターリン擁護の立場であるが、連合赤軍ではスターリンは何の説明もなく絶対悪とされ、スターリン的傾向があるとされたメンバーは「死刑」として殺害された。
元革命左派のメンバーには、スターリンを「悪」とする森恒夫の「理論」に違和感を覚える者もいたが、「死刑」にされたメンバー含め誰も異議を唱えなかった。
元メンバーは後に「武装闘争できれば満足だった。自分勝手だった。」と証言している。

## 連合赤軍事件
1971年12月31日以降、連合赤軍は山岳ベース事件とあさま山荘事件の二つの重大事件を起こす。これらは連合赤軍事件と呼ばれる。
山岳ベース事件は、あさま山荘事件などの逮捕者らの自供により明らかになった大量殺人事件である。これは警察の捜査網から逃れるため山中に山岳ベースと呼ばれる山小屋を建設し潜伏中に、「総括」（詳細は後述）と称し連合赤軍内部で粛清が行われたもので、集団リンチを加えて12名を殺害した。また革命左派は、連合赤軍結成以前に組織を脱走した20歳男性と21歳女性の2名を殺害している（印旛沼事件）。
あさま山荘事件は、山岳ベースから逃亡した連合赤軍メンバーが、宿泊施設を占拠し起こした人質篭城事件で、銃器で武装した若者らは9日間にわたり警察と睨み合った。この模様はテレビで中継され、警察官を含む3名が死亡。社会に大きな衝撃を与えた。
連合赤軍メンバーは、クアラルンプール事件の際に超法規的措置で釈放・国外逃亡し、現在も国際指名手配されている坂東國男と、東京拘置所で自殺した最高指導者の森恒夫を除き、15人のメンバーに判決が確定した。

## 「総括」とリンチ
連合赤軍は、しばしば総括（そうかつ） と称して各人に政治的な反省を迫ることがあった。これはやがて、本人の自覚を助けるとして周囲の者が総括をされる対象者に対し、意見や批判を行うものに発展した。
山岳ベースでの連合赤軍においてはこれが破綻し、リーダーの森恒夫らは総括に暴力を用いるようになった。一人の人間に対し、仲間全員が強い集団での暴力を用いて反省を強要するようになり、実質的なリンチや粛清が展開されるようになった。被害者も政治的指向から、激しい暴力を伴うこの行為に対しほとんど抵抗しなかった。
結果として、ある者はこれらの暴力による内臓破裂で死亡し、ある者は食事もほとんど与えられずに極寒の屋外に縛り付けられ放置され死に至った。彼らは暴力を総括の補助行為として「総括援助」と名付け正当化した。またこの総括援助による死は「総括できないことに絶望しショック死した」として「敗北死」と名付けられた。また総括が期待できないと判断されたメンバー二人（一人は幹部）には「死刑」が宣告され、アイスピックで何度も刺された上に絞殺された。
この殺人に思想などの理由はなく、元メンバーは「結局、森と永田の指導体制に邪魔になりそうな人が排除された。今で言う『マウンティング』。いじめとかと同じだと思います。」と証言している。また、永田洋子の他の女性メンバーに対する嫉妬心、森の個人的コンプレックスが原因の私怨であった、とされる説がある。

## 森恒夫や永田洋子らが、逮捕直後に遺族たちへ送っていた手紙
2024年、連合赤軍の指導者、森恒夫や永田洋子らが、逮捕直後に遺族たちへ送っていた手紙が見つかった。遺族たちは事件直後、当時の状況を問いただす手紙を逮捕された連合赤軍のメンバーに出しており、その返信の手紙がそれぞれの遺族の元に届いた。

### 殺害された遠山美枝子（当時25）の母、幸子（ゆきこ）が書き写し、冊子にして残していた約40通分の手紙
冊子は、1972年に現場（現在の群馬県高崎市倉渕町）近くに被害者の供養塔が建立されたのを機に遺族に配られたものだが、存在が公になったことはなかった。遠山の遺族は「手紙は読むのもつらい内容で、これまで心の奥底にずっとしまっていた。」と話す。

#### 1972年11月7日付で森から遠山の母に送付された手紙
『お手紙を拝見してから毎日おわびのことばかり考えておりましたが、お返事を差し上げる勇気がでませんでした。』
遠山の最期の様子について
『自分で自分の顔を殴らせたり、（略）寒中の柱に立ったままロープで縛って何日もそのままにしたりし、美枝子さんを死に至らしめたのです。』遠山が苦しい中、何度も「お母さん」と呼んでいたことを明かし、『私はそれら全てを「総括ができていない」証拠にしていった。これが一片の弁解の余地すらない事実です。』
「総括」と称したリンチが生まれた背景について
『いつでも戦って死ぬ決意をもった革命戦士が必要だと考え自分の独善的な頭の中だけの革命戦士像に仲間を無理やりあてはめようとした。』『仲間を死なせてからもそれを「革命戦士になろうとしなかったから死んだ」と恐ろしい責任転嫁をした。』と、メンバーの死に対して指導部が使っていた「敗北死」の概念についても弁明し、『私は本当に「革命の暗黒」をつくったのです。』
手紙の最後には『私は生ある限りそのお憤りを受け続けるつもりでおります（略）終生自己批判の道を歩むつもり。』と綴られていたが、手紙を送付した約2カ月後の1973年1月1日、森は拘置所で自殺した。

## 服役後
BS朝日で報道されたドキュメンタリー『あさま山荘事件　立てこもり犯の告白 ～連合赤軍45年目の新証言～』（2017年3月9日放送）で、連合赤軍の元メンバーが親戚の叔父に「社会を正しく導くというが、お前たちは、誰か一人でも救ったのか?」という一言で運動家を辞めた過去話や、立てこもり事件で当時未成年だった加藤倫教らがテレビに出演した。60代になった加藤は現在自民党の党員になり保守思想へ転向しており、連絡の取れる元メンバーらも転向していたことなどが明かされた。

## 服務規律
伏字は字句が不明な部分 。

### 第一章 三大規律
1. 党員は綱領と規約を承認し、「党派斗争」を行う能力をもつ。
2. 党員は自力で組織を建設する能力をもつ。
3. 党員は技術を扱う能力をもち、政治警察に対し攻撃的に組織を防衛する。

### 第二章 六大原則
1. 党は自立した革命家の集団〓〓である。
2. 指導、被指導は自立した革命家相互の分業関係である。
3. 家族、財政は党に一元化される。〓〓〓よって行われる。
4. 自由な討論の保障と行動は完全に指導によること。
5. 党の財政を作る能力を持つこと。
6. 党決定、規約に違反した場合、最高、死に到る処罰を受ける。

(中略)

### 第十四章 彼女
（註：武器等を指す隠語と思われる）
1. 彼女の開発・製造・運搬・保管は自力更生を原則とする。
2. 一切の彼女は部長の所属とし、通常各課に貸与されているものとする。
3. 保管は居住と分離して行い、いついかなる時にも商〓体制へ直に移行できる様にする。
4. 防衛的彼女は家具の一部として改良し居住地に保管しておく。
5. 彼女開発に関する基礎学習、訓練実験を課の責任で行い、蓄積する。
6. 材料、製品、兵站等を開発し蓄積する。
7. その成果は質、量、所在などは部長に報告し、徴発に応じる。

(中略)

### 第十七章
1. 処罰の系列は、指揮系列と同じである。各隊内で小ブル、ルンプロ思想と斗争せよ。
2. 処罰の実施は、出来る限り隊内で解決し、上級機関の承認を得て行う。不服のあるばあい、上級機関に提訴することができる。
3. 処罰は、ある種の政治責任であり、処罰されたら革命から逃亡するという思想と日々、闘え。
4. 逆に処罰は、反革命に転じた場合を除いて絶えず党に復帰するべく、党を支持する層として、党の成熟度に応じた政治指ドを行え。
5. 処罰は、三段階ある。イ、自己点検・自己総括 ロ、権利停止 ハ、除名 （除名においては、死、党外放逐がある。他は、格下げ処分を行う。イ、ロにおいては軍内教育、除隊処分、他機関での教育を行う）
6. 処罰は、事件の起こり次第、速やかに規律に照らして行う。上級の政治指ドや路線に責任を転稼し曖昧にすることは厳禁。 それ自身も処罰の対象。
7. 再び正規の隊員として採用する場合は、隊内で資格審査をし、上級機関に承認をうること

## 関連作品
- 小説
  - 高木彬光『神曲地獄篇』角川書店 ISBN 4041338425 1978年
  - 円地文子『食卓のない家』新潮社 1979年
  - 三田誠広『漂流記1972』河出書房新社 1984年
  - 大江健三郎『河馬に嚙まれる』文藝春秋 1985年
  - 桐山襲『スターバト・マーテル』河出書房新社 1986年
  - 立松和平『光の雨』新潮社 ISBN 4103336072 1998年
  - 大塚英志『多重人格探偵サイコ 雨宮一彦の帰還』 - 永田洋子をモデルにした人物が登場する。
  - 山平重樹『連合赤軍物語 紅炎』徳間書店 2011年
  - 桐野夏生『夜の谷を行く』（2014年～　-文芸春秋に連載、2017年単行本化）
- 映画
  - 『レスリー・チャン 嵐の青春』- 1982年の香港映画。日本赤軍から逃亡した元テロリストとその追手という日本人が登場する。日本赤軍という名前で出てくるが些か連合赤軍との混同が見られる。
  - 『食卓のない家』 小林正樹監督、1985年
  - 『鬼畜大宴会』熊切和嘉監督、1998年
  - 『光の雨』 高橋伴明監督、2001年
  - 『突入せよ! あさま山荘事件』原田眞人監督、2002年
  - 『実録・連合赤軍 あさま山荘への道程』若松孝二監督、2008年
- テレビドラマ
  - 『未成年』TBS 脚本：野島伸司、1995年
- 漫画
  - 『アンラッキーヤングメン』（脚本：大塚英志・作画：藤原カムイ、角川書店、2004年〜2006年）
  - 『レッド RED 1969-1972』（山本直樹、講談社、2008年〜2012年 -隔週刊誌「イブニング」に連載。全8巻）
  - 『レッド 最後の60日 そしてあさま山荘へ』（山本直樹、講談社、2014年〜2016年-「イブニング」に連載。全4巻）
『レッド RED 1969-1972』の続編。
  - 『レッド 最終章 あさま山荘の10日間』（山本直樹、講談社、2017年〜2018年 -「イブニング」に連載。全1巻）
『レッド 最後の60日 そしてあさま山荘へ』の続編（「レッド」シリーズの完結編）